# Fédération royale marocaine de ski et sports de montagne
La Fédération royale marocaine de ski et sports de montagne (FRMSSM), dont le siège social est à Casablanca, est l'une des fédérations sportives nationales du Maroc.

## Histoire
La FRMSSM a été autorisée sous le règne de Hassan II par un décret du 4 avril 1964 signé par le Premier ministre Ahmed Bahnini, à la suite de la déclaration effectuée « le 25 novembre 1963 au parquet du tribunal de première instance de Casablanca par la Fédération d'associations étrangères dite "Fédération royale marocaine de ski et de montagne" » (conformément aux dispositions du dahir réglementant le droit d'association — tel qu'établi par Mohammed V — du 15 novembre 1958).